# Satras

Tribus tracias hacia el 431 a. C.

Los Satras eran una tribu tracia, que vivían en una parte del monte Pangeo entre los ríos Nesto y Estrimón.
Según Heródoto, eran independientes en su época, y nunca fueron conquistados. Vivían en las montañas cubiertas de bosques y nieve, y en lo más alto de ellas tenían un oráculo de Dioniso, cuyas palabras eran pronunciadas por una sacerdotisa.
Fueron los principales trabajadores de las minas de oro y plata de la región. Heródoto es el único escritor antiguo que los menciona. Tomaschek considera que el nombre no es tanto el de un pueblo como el de la nobleza guerrera de los tracios díos y de los besos. 
J. E. Harrison y otros los identifican con los sátiros, los servidores y compañeros de Dioniso, y también con los centauros. El nombre de satrocentas, una tribu tracia según Hecateo de Mileto (citados por Esteban de Bizancio), parece apoyar la segunda identificación.